# 셸비 아메리칸
셸비 아메리칸(영어: Shelby American)은 미국의 자동차 제조 업체이자 자동차 튜닝 업체로 본사는 미국 네바다주 파라다이스에 위치해 있다. 창업주는 미국의 레이싱 선수이자 자동차 디자이너인 캐롤 셸비이며, 또한 자회사인 캐롤 셸비 라이센싱(영어: Carroll Shelby Licensing)은 네바다주에 본사를 두고 있으며 이 회사의 최대 주주로, 캐롤 셸비 인터내셔널의 전액 출자한 기업이다. 생산 모델은 AC 코브라, 셸비 GT350, 셸비 GT500 슈퍼 스네이크 모델이 있으며, 2005년부터 현재까지 신차 모델이 출시되고 있다.

## 역사

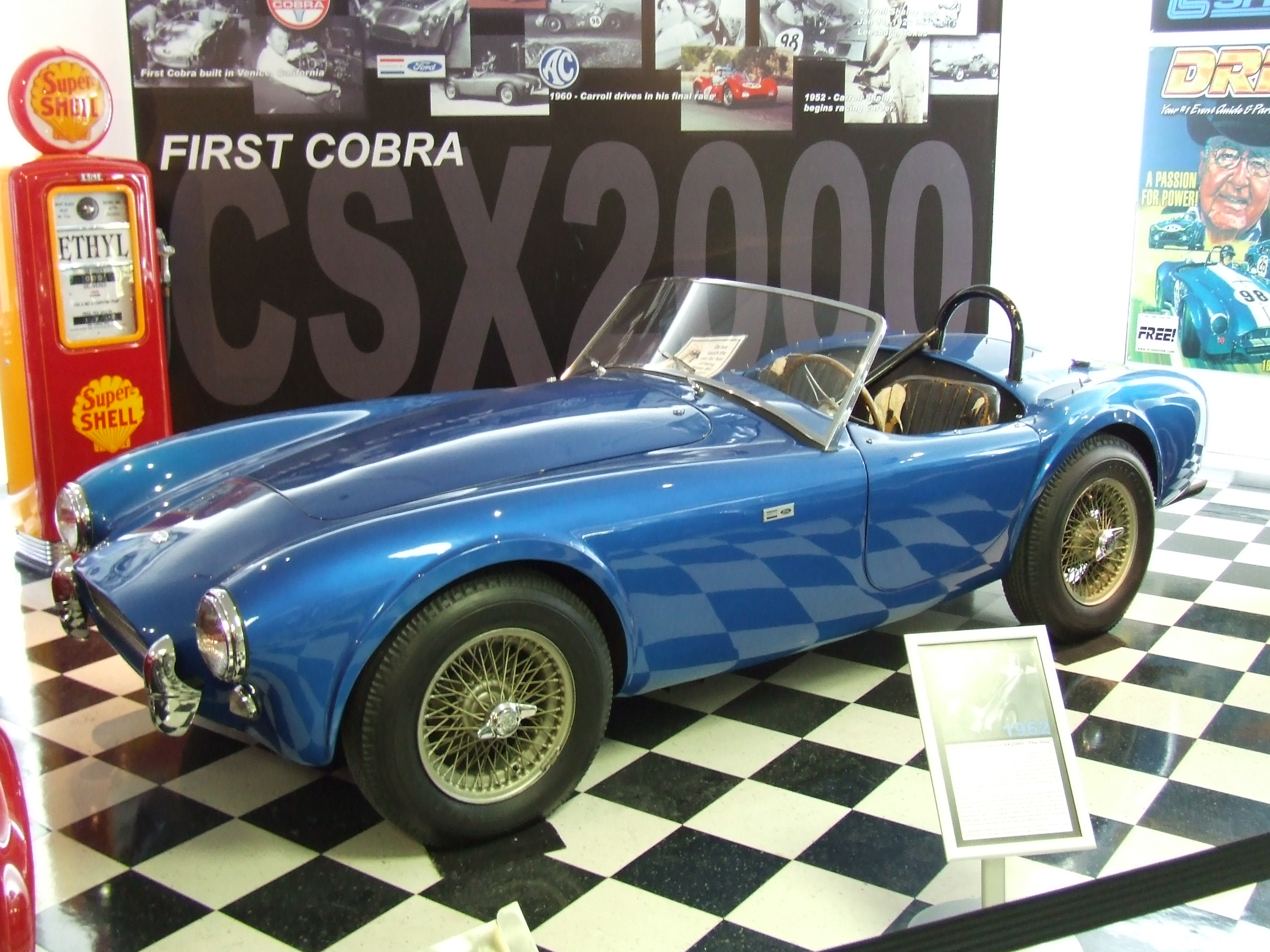
셸비 박물관에 위치한 AC 코브라 1세대, CSX2000 차량

당시 미국의 카레이서이자 자동차 엔지니어 및 디자이너로 활동했던 캐롤 셸비가 1962년에 셸비 아메리칸(영어: Shelby American)으로 설립했다. 설립 초기에  본사가 캘리포니아주 산타페에 있다가 이후 베니스로 이전되었다. 생산 공장의 경우 1968년에 미시간주 이오니아군에 위치했으며 1986년에 캘리포니아주 휘티어로 이전되었다가 1998년에 네바다주 라스베이거스로 이전되면서 현재에 이르고 있다. 1999년에 1999년 이 회사는 I 시리즈 모델 생산을 위해 벤처 코퍼레이션에 매각되었다. 2003년에 캐롤 셸비 인터내셔널(영어: Carroll Shelby International, Inc.)이란 지주 회사를 설립과 동시에 자회사로 전환되었다. 2004년에 셸비 오토모티브(영어: Shelby Automobiles)로 사명이 변경되었고 같은 해, I 시리즈 모델을 비롯해 셸비 아메리칸과 전 자산을 매입했다. 2009년 12월에 427 코브라, GT350 생산 45주년을 기념하기 위해 다시 셸비 아메리칸(영어: Shelby American)으로 사명이 변경되었다.

## 모델
- CSX 1000 시리즈
- CSX 4000 시리즈
- CSX 5000 시리즈
- CSX 6000 시리즈
- CSX 7000 시리즈
- CSX 8000 시리즈
- CSX 9000 시리즈
- 셸비 코브라
- 셸비 CSX
- 셸비 GLH-S
- 셸비 랜서
- 셸비 머스탱

## 같이 보기
- 셸비 머스탱(영어판)
  - 존 천(en:John Chun, 한국명: 전명준) - 1968년~1969년 사이에 출시된 셸비 머스탱 GT350과 GT500 모델들을 디자인한 한국계 미국인